# Pino Rauti
Giuseppe Umberto Rauti dit Pino Rauti, né le 19 novembre 1926 à Cardinale en Italie et mort le 2 novembre 2012 à Rome, est un homme politique italien.
Pendant plusieurs décennies, il est l'une des principales figures du Mouvement social italien (MSI), où il est considéré comme le principal représentant de la tendance national-révolutionnaire.
Il est aussi connu pour avoir créé, en 1955, le Centre d'études Ordine Nuovo, une association culturelle qui a influencé en profondeur la jeunesse de droite en Italie.

## Biographie
Rauti est né à Cardinale, en Calabre. À dix-sept ans, il combat en tant que membre volontaire de la Garde nationale républicaine de la République sociale italienne fondée par Mussolini fin 1943. Il rallie le Mouvement social italien (MSI), formation d'extrême droite née de la nostalgie du fascisme après 1946. Il est devenu un membre éminent du parti et a également rejoint l'initiative du Nouvel ordre européen. Il est devenu associé à Julius Evola et, avec Enzo Erra, a été rédacteur en chef de la revue Imperium. Le soutien de Rauti à la philosophie d'Evola était tel que ses propres écrits théoriques démontraient tant d'influences de son mentor qu'ils étaient parfois du plagiat.

### LeCentro Studi Ordine Nuovo
Du 9 au 11 janvier 1954 se tient le quatrième Congrès du Mouvement Social Italien à Viareggio. Le MSI est loin d'être un parti monolithique, et, en réalité, il fédère différentes tendances souvent opposées les unes aux autres. Lors du Congrès de Viareggio, trois courants principaux s'affrontent: le courant des « modérés », favorable à l'alliance atlantique et aux compromis avec les « forces de droite bourgeoise », celui de la « gauche » du parti, ouvert aux revendications les plus sociales et hostile à tout rapprochement avec les partis du système, et, en troisième lieu, le courant « spiritualiste » ou « traditionaliste », qui se base sur les thèses du philosophe Julius Evola, et auquel appartient Pino Rauti. Pendant le Congrès, les représentants les plus connus des « jeunes traditionalistes », comme Pino Rauti, Angelo Nicosia et Enzo Erra, proposent le repositionnement du Mouvement sur des positions plus intransigeantes et une relecture plus critique du phénomène fasciste. Mais Arturo Michelini, qui appartient tout comme son prédécesseur à l'aile des modérés du parti, est élu à la tête du MSI. Pino Rauti va devenir de plus en plus critique envers la direction du MSI, qu'il accuse d'avoir perdu toute aspiration révolutionnaire.
Début 1955, le courant des « jeunes traditionalistes » crée le Centro Studi Ordine Nuovo. Il prend comme référence de base la brochure Orientations de Julius Evola . Le groupe fait paraître le mensuel Ordine Nuovo, sous-titré « mensuel de politique révolutionnaire ».

#### Départ du MSI en 1957
Les 24-26 novembre 1956, à Milan, le Cinquième Congrès du MSI voit à nouveau s'affronter les « modérés » et la « gauche révolutionnaire », à laquelle se sont alliés les jeunes traditionalistes. Pourtant, Arturo Michelini est reconduit à son poste de secrétaire général. Pino Rauti refuse alors totalement d'accepter la stratégie d'intégration au système prônée par les modérés. En janvier 1957, il quitte le MSI, suivi par la plupart des « spiritualistes », regroupés dans le Centro Studi. 

#### Le travail culturel
Le Centro Studi Ordine Nuovo, qui avait déjà un siège à Rome avant son départ du MSI, ouvre rapidement d'autres locaux dans plusieurs villes. En 1966, il a déjà 3 500 adhérents. Il aurait eu, en 1969, environ 12 000 membres et sympathisants.
Le Centro Studi Ordine Nuovo va se concentrer presque exclusivement sur l'activité culturelle. Le travail culturel mené par le groupe de Rauti se distancie totalement de l'héritage fasciste habituel du MSI. Outre Julius Evola, le groupe fait découvrir aux jeunes militants de nouveaux auteurs de référence, comme Corneliu Codreanu, Giuseppe Tucci, Pio Filippani Ronconi et René Guénon. Le groupe dépasse le cadre du nationalisme pour imaginer une Europe-Nation, opposée au condominium USA-URSS. En peu de temps, l'influence culturelle d'Ordine Nuovo va s'accroître et dépasser le cadre du mouvement. Sa conception de la vie héroïque et aristocratique, inspirée de l'œuvre d'Evola, va exercer une forte influence sur les jeunes militants de droite restés au sein du MSI,.

### Allégations de terrorisme
Parallèlement à sa carrière politique, Rauti a également fait l'objet d'une série d'allégations le liant aux campagnes terroristes associées à la « stratégie de tension ». Anti-communiste mais aussi anticapitaliste réputé, Rauti a cherché à utiliser une approche à deux voies contre les communistes, les deux volets appelant à une action violente[réf. nécessaire]. Il a soutenu l'ancienne tactique des combats de rue directs avec les milices d'extrême gauche, mais a également approuvé un processus d'infiltration de ces groupes et les incitant ainsi à plus d'action et à une confrontation plus directe avec les forces de l'ordre[réf. nécessaire]. Rauti espérait que sa politique créerait une atmosphère de troubles civils qu'il espérait être plus propice à une prise de contrôle[réf. nécessaire].
Le nom de Rauti est apparu dans l'enquête sur l'attentat à la bombe de la Piazza Fontana alors qu'il avait également été nommé comme ayant assisté à des réunions de planification de haut niveau [pas clair] sur le terrorisme à Padoue en 1969. Les magistrats de Trévise ont traduit Rauti en 1972 pour sa possible implication dans l'attaque de la Piazza Fontana, mais finalement il a été acquitté faute de preuves. Rauti a été aidé en cela en étant en mesure de fournir un alibi pour la réunion de Padoue[pas clair][réf. nécessaire].
Rauti était connu pour être proche de Mario Merlino et par extension était lié au proche camarade de Merlino Stefano Delle Chiaie. Il a également collaboré avec l'ancien membre d'Ordine Nuovo Franco Freda, produisant une série de brochures [Lesquelles ?] avec lui dans les années 1960. Certains documents [Lesquels ?] ont également affirmé que Rauti était soit un «contact», soit un informateur rémunéré pour le chef du Servizio Informazioni Difesa, lui-même lié à la stratégie de tension[pas clair]. Il a également été suggéré [Par qui ?] qu'il était responsable de la mise en place des Nuclei Armati Rivoluzionari avec Guido Giannettini. Cependant, il n'y a jamais eu de preuve concrète pour lier Rauti au terrorisme et il n'a jamais été reconnu coupable d'aucune infraction.

### Réintégration dans le MSI (1969)
En juin 1969, Giorgio Almirante, leader de la tendance de « gauche révolutionnaire », est élu à la tête du MSI. En décembre, lors d'un meeting à Rome, il lance un appel à tous les « frères séparés » à rentrer dans le parti. Il interpelle surtout les jeunes à fortifier et à renouveler le MSI. Pino Rauti et la plupart des membres d'Ordine Nuovo se laissent convaincre. Rauti dissout le Centro Studi et la plupart des adhérents réintègre le parti.
Pino Rauti entre alors à la Direction nationale du MSI, comme deux autres membres de son ancien centre d'études, Giulio Maceratini et Paolo Andriani. Onze autres membres d'Ordine Nuovo sont nommés au comité central (dont notamment Rutilio Sermonti et Paolo Signorelli).
Le retour en influence des « Ordinovisti » au sein du MSI marque le renforcement d'une tendance profondément radicale et d'orientation nationale-révolutionnaire, mais résolument légaliste, à l'intérieur du Mouvement. Elle sera représentée notamment par Pino Rauti, Rutilio Sermonti, et Adriano Romualdi.
Pino Rauti est élu à la Chambre des députés en 1972, dans la région du Latium. Il sera toujours réélu jusqu'aux élections de 1992.
En 1979, il est vice-secrétaire général du MSI. Il dirige également entre 1978 et 1982 la revue Linea, bimensuel théorique inspiré des auteurs de la Révolution conservatrice allemande, Julius Evola, et les travaux de la Nouvelle Droite française, dont elle importe les thèses ethnodifférentialistes. 
En 1987, Rauti, alors secrétaire adjoint du MSI, est l'un des deux candidats à la succession de Giorgio Almirante à la tête du MSI, l'autre étant Gianfranco Fini. Fini se présente sur une ligne nettement plus modérée que celle de Rauti, et est élu à la direction du parti par 727 voix contre 608 à Rauti.
Pino Rauti en est le dirigeant du XVIe congrès du MSI réuni à Rimini en janvier 1990 à sa démission à l'été 1991, ayant brièvement supplanté Gianfranco Fini[réf. nécessaire].

### Le leader de la «gauche» du MSI
Dans les années 1980 et 1990, Pino Rauti, soutenu par la plus grande partie des jeunes activistes, continuera d'animer les tendances radicales du parti, qui s'expriment à travers des associations, des cercles et des revues, comme Spazio Nuovo, Andare oltree, Linea futura, puis Ligne national-populaire.
Après la forte avancée électorale de 1972, le MSI lors des élections suivantes de 1976 a subi un recul. Rauti qui, déjà quelques mois avant les élections, avait commencé à considérer l'expérience de la « droite nationale », fortement souhaitée par Almirante, pour passer à des positions de gauche suivies par l'ensemble du groupe issu d'Ordine Nuovo représentant essentiellement le seul courant d'opposition interne au MSI. Il devient animateur de la « gauche » du MSI-DN, suivi en particulier par le mouvement de la jeunesse. Au fil des ans, Rauti a insisté sur des questions telles que l'anticapitalisme et le tiers-mondisme, s'opposant aux positions conservatrices de l'aile majoritaire, envoyant également des messages à l'électorat de gauche. Selon Rauti, en effet, l'avancée électorale de 1972 avait bénéficié de l'apport d'une partie de l'électorat de gauche qui, au lendemain du lancement du projet de la « grande droite » caressée par Almirante, avait de nouveau reflué vers la gauche. Selon Rauti, la lutte contre le communisme aurait donc dû passer des anciennes motivations nationalistes à des positions alternatives, disputant l'électorat de gauche sur les questions sociales[réf. nécessaire].

### Création du MS-FT
Rauti est resté un critique absolu de la direction de Fini jusqu'en 1995, lorsque Fini a déclaré la dissolution du MSI et la fondation, à sa place, de l'Alleanza Nazionale. Voyant cela comme une rupture avec l'héritage fasciste qu'il jugeait essentiel pour le MSI, Admirateur inconditionnel de Benito Mussolini, Rauti quitte le MSI (rebaptisé Alliance nationale) à la suite du recentrage du parti effectué à partir de 1995 par Fini, et fonde son propre parti, le Mouvement social – Flamme tricolore, et considérait le nouveau parti comme poursuivant la voie du fascisme républicain. Bien que les commentateurs s'attendaient à ce que le parti soit un mouvement marginal, il a étonnamment reçu un bon résultat aux élections de 1996 et a même réussi à décrocher un siège au Parlement européen lors des élections de 1999.
En 2004, des adhérents du MSI-Fiamma Tricolore présentent un recours contre la réélection de Pino Rauti à la tête du parti, et obtiennent gain de cause devant le tribunal de Rome. Rauti quitte alors le parti et en fonde un nouveau, le « Movimento Idea Sociale ». Ce mouvement obtient seulement 46 827 voix (0,14 %) aux élections européennes de juin 2004[réf. souhaitée].
Rauti est décédé à Rome, à l'âge de 85 ans.
Sa fille Isabella épousa le maire de Rome, Gianni Alemanno.